# Zwemmen op de Olympische Zomerspelen 1952
Zwemmen is een van de sporten die beoefend werden tijdens de Olympische Zomerspelen 1952 in Helsinki.

## Heren

### 100 m vrije slag
| rang   | sporter        | land | tijd |
| ------ | -------------- | ---- | ---- |
| Goud   | Clarke Scholes | USA  | 57.4 |
| Zilver | Hiroshi Suzuki | JPN  | 57.4 |
| Brons  | Göran Larsson  | SWE  | 58.2 |
| 4      | Toru Goto      | JPN  | 58.5 |
| 5      | Géza Kádas     | HUN  | 58.6 |
| 6      | Rex Aubrey     | AUS  | 58.7 |
| 7      | Aldo Eminente  | FRA  | 58.7 |
| 8      | Ronald Gora    | USA  | 58.8 |

Clarke Scholes zwom een OR in de halve finales, tijd 57.1 s.

### 400 m vrije slag
| rang   | sporter              | land | tijd      |
| ------ | -------------------- | ---- | --------- |
| Goud   | Jean Boiteux         | FRA  | OR 4:30.7 |
| Zilver | Ford Konno           | USA  | 4:31.3    |
| Brons  | Per-Olof Östrand     | SWE  | 4:35.2    |
| 4      | Peter Duncan         | RSA  | 4:37.9    |
| 5      | John Wardrop         | GBR  | 4:39.9    |
| 6      | Wayne Moore          | USA  | 4:40.1    |
| 7      | James McLane         | USA  | 4:40.3    |
| 8      | Hironashin Furuhashi | JPN  | 4:42.1    |

### 1500 m vrije slag
| rang   | sporter         | land | tijd       |
| ------ | --------------- | ---- | ---------- |
| Goud   | Ford Konno      | USA  | OR 18:30.3 |
| Zilver | Shiro Hashizume | JPN  | 18:41.4    |
| Brons  | Tetsuo Okamoto  | BRA  | 18:51.3    |
| 4      | James McLane    | USA  | 18:51.5    |
| 5      | Joseph Bernardo | FRA  | 18:59.1    |
| 6      | Yasuo Kitamura  | JPN  | 19:00.4    |
| 7      | Peter Duncan    | RSA  | 19:12.1    |
| 8      | John Marshall   | AUS  | 19:53.4    |

### 100 m rugslag
| rang   | sporter           | land | tijd      |
| ------ | ----------------- | ---- | --------- |
| Goud   | Yoshinobu Oyakawa | USA  | OR 1:05.4 |
| Zilver | Gilbert Bozon     | FRA  | 1:06.2    |
| Brons  | Jack Taylor       | USA  | 1:06.4    |
| 4      | Allen Stack       | USA  | 1:07.6    |
| 5      | Pedro Galvão      | ARG  | 1:07.7    |
| 6      | Robert Wardrop    | GBR  | 1:07.8    |
| 7      | Boris Škanata     | YUG  | 1:08.1    |
| 8      | Nicolaas Meiring  | RSA  | 1:08.3    |

### 200 m schoolslag
| rang   | sporter            | land | tijd      |
| ------ | ------------------ | ---- | --------- |
| Goud   | John Davies        | AUS  | OR 2:34.4 |
| Zilver | Bowen Stassforth   | USA  | 2:34.7    |
| Brons  | Herbert Klein      | GER  | 2:35.9    |
| 4      | Nobuyasu Hirayama  | JPN  | 2:37.4    |
| 5      | Takayoshi Kajikawa | JPN  | 2:38.6    |
| 6      | Jiro Nagasawa      | JPN  | 2:39.1    |
| 7      | Maurice Lusien     | FRA  | 2:39.8    |
| 8      | Ludevít Komadel    | TCH  | 2:40.1    |

### 4x200 m vrije slag
| rang   | sporters                                                                                            | land | tijd      |
| ------ | --------------------------------------------------------------------------------------------------- | ---- | --------- |
| Goud   | Wayne Moore Bill Woolsey Ford Konno James McLane Wally Wolf Donald Sheff Frank Dooley Burwell Jones | USA  | OR 8:31.1 |
| Zilver | Hiroshi Suzuki Yoshihiro Hamaguchi Toru Goto Teijiro Tanikawa                                       | JPN  | 8:33.5    |
| Brons  | Joseph Bernardo Aldo Eminente Alex Jany Jean Boiteux                                                | FRA  | 8:45.9    |
| 4      | Lars Svantesson Göran Larsson Per-Olof Östrand Olle Johansson Rolf Olander                          | SWE  | 8:46.8    |
| 5      | László Gyöngyösi György Csordás Géza Kádas Imre Nyéki Gusztáv Kettesi                               | HUN  | 8:52.6    |
| 6      | Frank Botham Ronald Burns Thomas Welsh John Wardrop                                                 | GBR  | 8:52.9    |
| 7      | Graham Johnston Dennis Ford John Durr Peter Duncan                                                  | RSA  | 8:55.1    |
| 8      | Federico Zwanck Marcelo Trabucco Pedro Galvão Alfredo Yantorno                                      | ARG  | 8:56.9    |

## Dames

### 100 m vrije slag
| rang   | sporter          | land | tijd   |
| ------ | ---------------- | ---- | ------ |
| Goud   | Katalin Szőke    | HUN  | 1:06.8 |
| Zilver | Hannie Termeulen | NED  | 1:07.0 |
| Brons  | Judit Temes      | HUN  | 1:07.1 |
| 4      | Joan Harrison    | RSA  | 1:07.1 |
| 5      | Joan Alderson    | USA  | 1:07.1 |
| 6      | Irma Schuhmacher | NED  | 1:07.3 |
| 7      | Marilee Stepan   | USA  | 1:08.0 |
| 8      | Angela Barnwell  | GBR  | 1:08.6 |

Judit Temes zwom een OR in de series, tijd 1:05.5 min.

### 400 m vrije slag
| rang   | sporter                  | land | tijd      |
| ------ | ------------------------ | ---- | --------- |
| Goud   | Valéria Gyenge           | HUN  | OR 5:12.1 |
| Zilver | Éva Novák                | HUN  | 5:13.7    |
| Brons  | Evelyn Kawamoto          | USA  | 5:14.6    |
| 4      | Carolyn Green            | USA  | 5:16.5    |
| 5      | Ragnhild Andersen-Hveger | DEN  | 5:16.9    |
| 6      | Éva Székely              | HUN  | 5:17.9    |
| 7      | Ana María Schultz        | ARG  | 5:24.0    |
| 8      | Greta Andersen           | DEN  | 5:27.7    |

### 100 m rugslag
| rang   | sporter           | land | tijd   |
| ------ | ----------------- | ---- | ------ |
| Goud   | Joan Harrison     | RSA  | 1:14.3 |
| Zilver | Geertje Wielema   | NED  | 1:14.5 |
| Brons  | Jean Stewart      | NZL  | 1:15.8 |
| 4      | Joke de Korte     | NED  | 1:15.8 |
| 5      | Barbara Stark     | USA  | 1:16.2 |
| 6      | Gertrud Herrbruck | GER  | 1:18.0 |
| 7      | Margaret McDowell | GBR  | 1:18.4 |
| —      | Ria van der Horst | NED  | DQ     |

Geertje Wielema zwom een OR in de series, tijd 1:13.8 min.

### 200 m schoolslag
| rang   | sporter           | land | tijd      |
| ------ | ----------------- | ---- | --------- |
| Goud   | Éva Székely       | HUN  | OR 2:51.7 |
| Zilver | Éva Novák         | HUN  | 2:54.4    |
| Brons  | Helen Gordon      | GBR  | 2:57.6    |
| 4      | Klára Killermann  | HUN  | 2:57.6    |
| 5      | Jytte Hansen      | DEN  | 2:57.8    |
| 6      | Maria Gavrisj     | URS  | 2:58.9    |
| 7      | Ulla-Britt Eklund | SWE  | 3:01.8    |
| 8      | Nel Garritsen     | NED  | 3:02.1    |

### 4x100 m vrije slag
| rang   | sporters                                                                | land | tijd      |
| ------ | ----------------------------------------------------------------------- | ---- | --------- |
| Goud   | Ilona Novák Judit Temes Éva Novák Katalin Szőke Mária Littomeritzky     | HUN  | WR 4:24.4 |
| Zilver | Irma Schuhmacher Hannie Termeulen Marie-Louise Vaessen Koosje van Voorn | NED  | 4:29.0    |
| Brons  | Jacqueline LaVine Marilee Stepan Joan Alderson Evelyn Kawamoto          | USA  | 4:30.1    |
| 4      | Rita Larsen Mette Petersen Greta Andersen Ragnhild Andersen-Hveger      | DEN  | 4:36.2    |
| 5      | Phyllis Linton Jean Botham Angela Barnwell Lillian Preece               | GBR  | 4:37.8    |
| 6      | Marianne Lundquist Anita Andersson Maud Berglund Ingegärd Fredin        | SWE  | 4:39.0    |
| 7      | Elisabeth Rechlin Vera Schäferkordt Kati Jansen Gisela Jacob            | GER  | 4:40.3    |
| 8      | Gaby Tanguy Maryse Morandini Ginette Jany Josette Arène                 | FRA  | 4:44.1    |

## Medaillespiegel
| rang   | land             | goud | zilver | brons | totaal |
| ------ | ---------------- | ---- | ------ | ----- | ------ |
| 1      | Verenigde Staten | 4    | 2      | 3     | 9      |
| 2      | Hongarije        | 4    | 2      | 1     | 7      |
| 3      | Frankrijk        | 1    | 1      | 1     | 3      |
| 4      | Australië        | 1    | 0      | 0     | 1      |
| 4      | Zuid-Afrika      | 1    | 0      | 0     | 1      |
| 6      | Japan            | 0    | 3      | 0     | 3      |
| 6      | Nederland        | 0    | 3      | 0     | 3      |
| 8      | Zweden           | 0    | 0      | 2     | 2      |
| 9      | Brazilië         | 0    | 0      | 1     | 1      |
| 9      | Duitsland        | 0    | 0      | 1     | 1      |
| 9      | Nieuw-Zeeland    | 0    | 0      | 1     | 1      |
| 9      | Groot-Brittannië | 0    | 0      | 1     | 1      |
| totaal | totaal           | 11   | 11     | 11    | 33     |